# Pelle Pihl
Per Knut Arne Pihl, kallad Pelle Pihl,  född 13 januari 1910 i Uddevalla, död 11 mars 1989 i Karlstad, en svensk medeldistanslöpare och bowlare. 
Pihl tävlade för IF Göta och vann SM på 800 m 1932 och tog silver på samma distans två år senare.
År 1934 var han med i det friidrottslag som besegrade Tyskland i en landskamp. Han deltog där tillsammans med Sven Strömberg, Bertil von Wachenfeldt och Gustaf Ericson i stafettlaget på 4 x 400 meter som vann över det tyska laget med 1 sekund. Detta gjorde att Sverige vann landskampen med minsta möjliga marginal, 101⅓ poäng mot tyskarnas 100⅔.
Pelle Pihl var även bowlare Han tog 1955 såväl VM-guld (tvåmanna), VM-silver (åttamanna) och VM-brons (fyrmanna). År 1964 tog han SM-guld i fyrmanna med IF Göta.
Pihl belönades med Nya Wermlands-Tidningens guldmärke 1955 för sina bowlingmeriter.